# لیوبیم
شهر لیوبیم (به روسی: Любим) در کشور روسیه و در اوبلاست یاروسلاول واقع شده‌است.